# Suplemento Pernambuco
O Pernambuco (antigo Suplemento Pernambuco) é um jornal literário brasileiro de periodicidade mensal, publicado desde 2007 pela Companhia Editora de Pernambuco. Publica reportagens, perfis, resenhas e textos originais pernambucanos, brasileiros e estrangeiros. É uma publicação irmã da revista cultural Continente. O suplemento tinha 24 páginas até  2017, quando passou a 32. Tornou-se referência em texto e design gráfico.